# Antichan-de-Frontignes
Antichan-de-Frontignes település Franciaországban, Haute-Garonne megyében. Lakosainak száma 171 fő (2022. január 1.). Antichan-de-Frontignes Saint-Pé-d’Ardet, Frontignan-de-Comminges, Lourde, Moncaup, Ore és Fronsac községekkel határos.

## Népesség
A település népességének változása:
| Lakosok száma | 92   | 75   | 73   | 82   | 95   | 98   | 157  | 186  | 187  | 171  |
|               | 1968 | 1982 | 1990 | 2006 | 2013 | 2015 | 2017 | 2019 | 2020 | 2022 |